# Myra (nome)
Myra  è un nome proprio di persona inglese femminile.

## Varianti in altre lingue
- Spagnolo e inglese latinoamericani: Mayra[1]

## Origine e diffusione
Apparentemente, questo nome venne creato nel XVII secolo dal poeta Fulke Greville per i suoi poemetti romantici. Vi sono varie ipotesi su come possa averlo ideato: 
- dal latino mirus (al femminile mira, "meraviglioso", "straordinario")[2]
- dal latino myrra ("mirra")[1][3] o dal termine imparentato greco antico μῠ́ρον (múron, "profumo", "olio dolce")[2]
- anagramma del nome Mary[1][3] o variante di Moyra, la forma irlandese di Mary[3]
- dal nome di Myra, antica città della Licia[3] (toponimo probabilmente derivato dal nome di Limyra o da quello del Limyrus, una città e un fiume entrambi poco distanti[4]); associazione però rigettata da alcune fonti[1]

## Onomastico
Il nome è adespota, quindi l'onomastico si può festeggiare il 1º novembre per Ognissanti, oppure lo stesso giorno del nome Maria.

## Persone
- Myra, cantante statunitense

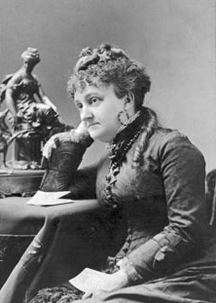
Myra Bradwell

- Myra Bradwell, avvocata, editrice e attivista statunitense
- Myra Carter, attrice statunitense
- Myra Hess, pianista inglese

### Variante Mayra
- Mayra Aguiar, judoka brasiliana
- Mayra Aldana, modella salvadoregna
- Mayra Alejandra, attrice venezuelana
- Mayra Andrade, cantante capoverdiana
- Mayra Leal, attrice e modella statunitense
- Mayra Matos, modella portoricana

## Il nome nelle arti
- Myra è un personaggio del dramma di Rainer Werner Fassbinder Preparadise Sorry Now.
- Myra è la protagonista della saga fantasy di Licia Troisi La saga del Dominio.
- Myra Bing, personaggio della serie televisiva La signora del West.
- Myra Breckinridge è un personaggio dell'omonimo romanzo di Gore Vidal, e del film del 1970 da esso tratto Il caso Myra Breckinridge, diretto da Michael Sarne.
- Mayra Fernández è un personaggio della telenovela Rebelde.
- Myra Maynard è un personaggio del film del 1916 The Mysteries of Myra, diretto da Leopold Wharton e Theodore Wharton.
- Myra è un personaggio della serie di romanzi Divergent